# Jay Anson
Jay Anson (Nova Iorque, 4 de novembro de 1921 – Palo Alto, 12 de março de 1980) foi um escritor norte-americano cujo primeiro (e mais famoso) trabalho foi The Amityville Horror. Após o grande sucesso desse romance, ele escreveu 666, que também tem como tema uma casa mal assombrada. Morreu em 1980.

Horror em Amityville

## Biografia
Começou como copy-desk na redação do "Evening Journal", de Nova Iorque, em 1937, e mais tarde, trabalhou em publicidade. Com mais de 500 roteiros de documentários para a TV a seu crédito, ele passou a fazer parte da Professional Films, Inc, morando no Estado de Nova Iorque.

Mansão de Amityville

Sua obra, The Amityville Horror, foi vendida como "uma história real", e foi baseada nas experiências narradas por George Lutz e Kathleen Lutz na 112 Ocean Avenue, em dezembro de 1975. Os Lutz venderam os direitos do livro a Anson, que tinha adicionado e adaptado alguns dos créditos originais dos Lutz. Foi feito posteriormente um filme do livro, que exemplificou essas adições.

## Obras
- Operation Dirty Dozen (1967), roteiro
- The Moviemakers (1969), roteiro
- The Saga of Jeremiah Johnson (1972), documentário, roteiro
- On the Road with: Scarecrow (1973), documentário, roteiro
- The Amityville Horror: A True Story (1977), romance
- 666(1980), romance